# Lolly Kids TV
Lolly Kids TV е първата в света детска музикална телевизия. От 1 октомври 2019 г. Lolly Kids TV се разпространява официално в България. Мисията на Lolly Kids TV е да подкрепи талантливите деца в България и по света, които пеят танцуват или свирят на музикален инструмент, като им предостави постоянна телевизионна зала на славата в 24-часовата си програма. В Lolly Kids TV могат да участват деца от 5 до 17 години от цяла България. Всеки малък изпълнител ще има възможност да представи таланта си в програмата на канала чрез свой музикален видеоклип.
Телевизията е създадена в Дубай, OAE през 2017 г. като международен медиен проект за подкрепа на млади таланти по цял свят. Lolly Kids TV достига до над 50 милиона семейства на 4 континента. Програмата включва видеоклипове, концертни изпълнения, уроци по танци, мейкинги и интервюта с невероятни деца-таланти. Зрителите на канала имат възможност да се насладят на професионални музикални видеа, някои от които се снимат и продуцират ексклузивно за Lolly Kids TV. Съдържанието е насочено към аудитория от 5 до 17 години и включва над 5000 изпълнителя от цял свят, които изпълняват авторски песни или кавър версии на известни хитове на повече от 60 езика. Тук могат да бъдат видяни и детски вокални групи, хорове и танцови състави от цял свят.
Младите таланти могат да предоставят свой видеоклип за излъчване, а тези, които нямат възможност за професионално заснет такъв, могат да изпратят видео, направено с телефона си. Всеки получен видеоклип се оценява от международно професионално жури и след това се допуска до ефир в програмата на Lolly Kids TV. Изпълнителите, които нямат възможност да предоставят професионален видеоклип или звукозапис на тяхно изпълнение могат да получат подкрепа и инструкции от екипа ни как да им бъде направен такъв.
Спонсорирането на музикалните видеоклипове ще става с финансовата подкрепа на български компании. Да обединим усилия и да подкрепим талантливите деца в България са нашите приоритет и основна цел. За това се обръщаме към всички медии в страната с молба да информират чрез ефира и страниците си българските семейства и техните деца, че талантът им има своята постоянна сцена 24 часа в денонощието, 7 дни в седмицата.
Lolly Kids TV се разпространява напълно безплатно до всички телевизионни оператори в България със същата цел - да достигне до всяко българско семейство и всяко талантливо дете да знае, че може да представи себе си и таланта си.